# استپان پروتسیو
استپان پروتسیو (اوکراینی: Степа́н Васи́льович Процю́к؛ زادهٔ ۱۳ اوت ۱۹۶۴) رمان‌نویس، جستار اهل اتحاد جماهیر شوروی سوسیالیستی است.